# HMD Global
Human Mobile Devices (HMD), es una empresa finlandesa que desarrolla y comercializa dispositivos móviles bajo la marca Nokia. Se formó en mayo de 2016 tras la compra de parte del negocio de teléfonos básicos de Microsoft Mobile junta a licencia de uso de la marca Nokia en estos teléfonos. Al mismo tiempo se anunciaba un acuerdo entre Nokia y HMD para la licencia de uso de la marca Nokia en smartphones, convirtiéndose HMD en la poseedora exclusiva del uso de la marca Nokia en dispositivos móviles. En enero de 2024, HMD cambió su nombre a 'Human Mobile Devices', y utilizará su propia marca en dispositivos futuros junto con la de Nokia.
El CEO de la empresa es Arto Nummela, que ingresó en Nokia en 1994 y pasó a trabajar en Microsoft Mobile en 2014. La presidencia está en manos de Florian Seiche, el cual ha trabajado en Nokia, Siemens, Orange y HTC. El 15 de agosto de 2016, Pekka Rantala, antiguo CEO de Rovio Entertainment, pasó a ser jefe de marketing de HMD. Rantala trabajó previamente en Nokia entre 1994 y 2011.
HMD tiene su sede en Karaportti 2 en Espoo, Finlandia, en la misma calle que Nokia Corporation la cual tiene su sede en el número 3. Otros oficinas de HMD están en Londres, Inglaterra, y Dubai, UAE. La antigua sede de Nokia, conocida como "Nokia House", sigue siendo actualmente la sede de Microsoft Mobile.

## Software
Nokia está asociado con Google y sus dispositivos de marca Nokia tienen sistema operativo Android con Google. El software tiene personalizaciones básicas, con algunas más destacables como iconos o un tema azul generalista, una aplicación de cámara distinta y elementos añadidos del inicio clásico de Nokia, como la melodía Nokia. HMD lo llama «puro, seguro y actualizado», refiriéndose a que no tiene software inflado ni adicional y recibe actualizaciones de software más rápido que otros teléfonos. Puede considerarse un sucesor espiritual de la antigua serie Nexus de Google, que ejecutaban Android básico. Los dispositivos lanzados por HMD tienen Android 7 «Nougat» preinstalado. Los dispositivos posteriores a 2017 traían Android 8 «Oreo» y Android 9 «Pie». Los posteriores a diciembre de 2019 corrían Android 10 «Q», pero se comentó que los anteriores recibirían actualizaciones a Android 10 «Q».
El antiguo director, Arto Nummela, dijo en junio de 2017 en una entrevista que HMD es un «socio de primera clase de Google».
En agosto de 2019 Counterpoint en una investigación dijo que «Nokia lidera la clasificación global de actualización de software de sus dispositivos y seguridad (sin contar a terceros)". Según Exhibit 2: Time Taken by Top 10 Manufacturers to Upgrade Portfolios to the Latest Android Version, Nokia fue, durante los 12 meses posteriores al lanzamiento de Android 9, el porcentaje más alto de teléfonos actualizados a Android Pie.
Sin embargo, esto no implicaba que cumpliera con los máximos estándares de calidad y, del mismo modo, las actualizaciones se demoraban y distribuían con menos frecuencia. Los dispositivos recibían actualizaciones durante 2 o 3 años.
En sus dispositivos, HMD usaba la serie 30+, con Smart Feature OS con Java para Nokia 3310 3G y KaiOS para Nokia 8110 4G y, en el mercado chino, AliOS.

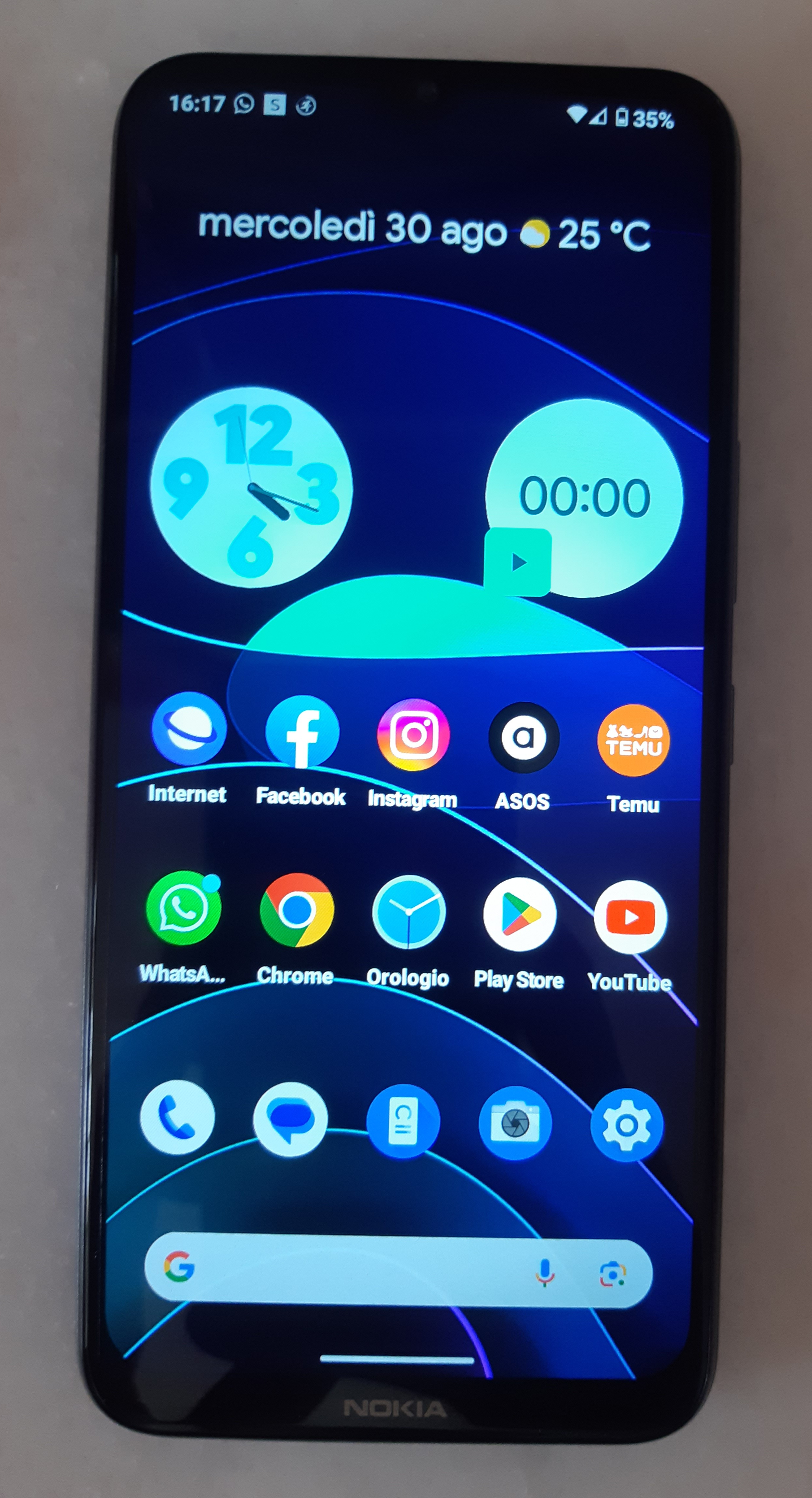
Dispositivo Nokia con Android.

### Nokia y Android
Tras anunciar la Open Handset Alliance entre Nokia y Google en noviembre de 2007, Nokia consideró unirse en la alianza y abandonar Symbian Software Nokia finalmente no participó y creó el rival Symbian Foundation en 2008, tras tomar el control de Symbian y hacerlo open source. En 2010 Nokia perdió su asociación con Symbian Foundation, que solo contaba ya con Google. En ese punto Nokia planeó reemplazar Symbian por MeeGo basado en Linux tras su N9. Como MeeGo y Android se basan en Linux, hubo gente que ya vio en esto un camino de Nokia para adoptar finalmente el sistema Android.
Bajo el mandato de Stephen Elop la empresa decidió detener el proyecto de MeeGo y pasaron a usar Windows Phone, asociándose con Microsoft en 2011, dejando Symbian. El director de Google, Eric Schmidt, confirmó que la empresa tenía preparadas «negociaciones confidenciales» con Nokia para ofrecerles el uso de Android. A pesar de esto, Nokia experimentó con Android durante más de un año, en el que se filtraron imágenes del prototipo del N9 con Android. A finales de 2013, cuando Microsoft anunció su intención de comprar Nokia, el New York Times publicó que un equipo en Nokia estaba probando Android en secreto en dispositivos Microsoft Lumia, pero que Microsoft lo sabía. Algunos analistas creyeron que Microsoft compraría Nokia pensando en cambiarlo a Android, lo que acabaría con el fin de la dominancia de Microsoft sobre Windows Phone OEM. En diciembre de 2013 se filtró un Nokia Android llamado Normandy, junto a un proyecto llamado Meltineme sobre hardware Lumia, que se introdujo finalmente en la serie Nokia X en febrero de 2014, con una versión muy personalizada del proyecto Android Open Source (AOSP) que se vendió en mercados emergentes. La adquisición se completó dos meses después y Microsoft dejó la serie X poco después. En una entrevista de Forbes, el antiguo director de HMD, Arto Nummela, dijo que la serie X de Nokia se hizo popular entre los usuarios de Samsung y Apple de forma sorprendente, a pesar de considerarse dispositivos de medio y bajo rendimiento.
Tras las ventas, la división Nokia Technologies desarrolló la tableta Android N1, con interfaz Z Launcher, en China en 2015. Un año después, se vieron fotos de un teléfono Android parecido a la N1, llamado C1. El director de Nokia, Rajeev Suri, confirmó el regreso de Nokia como marca de dispositivos en junio de 2015 mediante una estrategia de licencia, y la formación de HMD Global se anunció finalmente en mayo de 2016. Nokia 6 se anunció en enero de 2017, casi 6 años después de la negativa a utilizar el sistema Google/Android y asociarse con Microsoft.

### S30+ OS
Series 30+ (abreviado como S30+) es una plataforma de software e interfaz de usuario de dispositivo móvil Nokia. La plataforma fue introducida por Nokia en septiembre de 2013, apareciendo por primera vez en el Nokia 108, siendo el S.O. principal de Nokia hasta el final de sus Series 30 y Series 40 en 2014. A pesar de su similitud, S30+ es técnicamente superior a S30.
Muchos dispositivos S30+ solo eran compatibles con MAUI Runtime Environment y archivos .vxp desarrollados por MediaTek, pero posteriormente se adaptó a las aplicaciones J2ME. Incluso en modelos sin aplicabilidad Java J2ME, algunos son capaces de reproducir aplicaciones.[cita requerida] Algunos modelos S30+ tenían una tienda que permitía descargar más aplicaciones y juegos.
Los modelos más nuevos de la plataforma «Series 30+» se basaban en RTOS, con la interfaz de usuario de Smart Feature OS en Nokia 3310 3G, a pesar de una falta de animación y sin compatibilidad con aplicaciones J2ME.

### Smart Feature OS
«Smart Feature OS»  es un sistema operativo que proporciona habilidades propias de dispositivos con un factor de forma. Smart Feature OS está basado en Java exclusivamente en Nokia 3310 3G. El teléfono usa Opera Mini 4 como navegador por defecto.  

### KaiOS
Otro S.O. de HMD es KaiOS para Nokia 8110 4G, Nokia 800 Tough, Nokia 2720 Flip, Nokia 6300 4G y Nokia 8000 4G, debutaron en Nokia 8110 4G. El nuevo KaiOS, con un sistema integrado con servicios de Google, tiene una tienda de aplicaciones y permite descargar UC Browser. Nokia 8110 4G tiene la interfaz de usuario similar a Smart Feature OS en Nokia 3310 3G.